# SC Vorwärts Gleiwitz
Der SC Vorwärts Gleiwitz war ein deutscher Fußballverein aus der oberschlesischen Stadt Gleiwitz (heute Gliwice, Polen).

## Geschichte

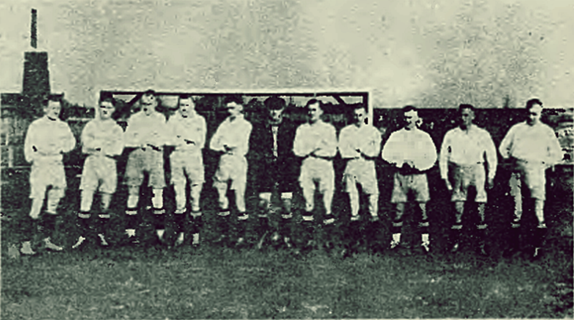
Fußballmannschaft des SC Vorwärts Gleiwitz, die im Jahr 1924 oberschlesischer Meister wurde.

Der SC Vorwärts Gleiwitz war bis ins Jahr 1923 die Fußballabteilung (Spiel- und Sportabteilung) des TV Vorwärts Gleiwitz (1878 gegründet). Offiziell gegründet wurde der SC Vorwärts Gleiwitz 1910, aber erst 1923 im Zuge der reinlichen Scheidung zwischen Turn- und Fußballvereinen als selbstständiger Klub in das Vereinsregister eingetragen. Seine Vereinsfarben sind Schwarz und Weiß.
Der 1923 gegründete Verein erreichte im Fußball in der Saison 1923/24 als oberschlesischer Meister die Endrunde um die südostdeutsche Meisterschaft und belegte dort in einer Fünfergruppe den vierten Platz hinter dem Meister Vereinigte Breslauer Sportfreunde, FC Viktoria 1901 Forst und SC Jauer.
1926 fusionierte Vorwärts mit RV 1909 Gleiwitz zum Vorwärts-Rasensport Gleiwitz.

## Erfolge
- Oberschlesischer Meister und Teilnehmer an der Südostendrunde: 1923/24
- 4 × Oberschlesischer Vizemeister: 1920, 1921, 1922, 1923 (als TV Vorwärts Gleiwitz)
- 5 × Meister Gau Gleiwitz: 1920[2], 1921[3], 1922[4], 1923[5] (als TV Vorwärts Gleiwitz), 1924[6]